# Gunggl
Die Gunggl (historisch auch Gunkel geschrieben) ist ein Seitental des vom Zemmbach durchflossenen Zemmtals (Dornaubergtals) in den Zillertaler Alpen im österreichischen Land Tirol.

## Geographie

### Lauf des Gungglbachs

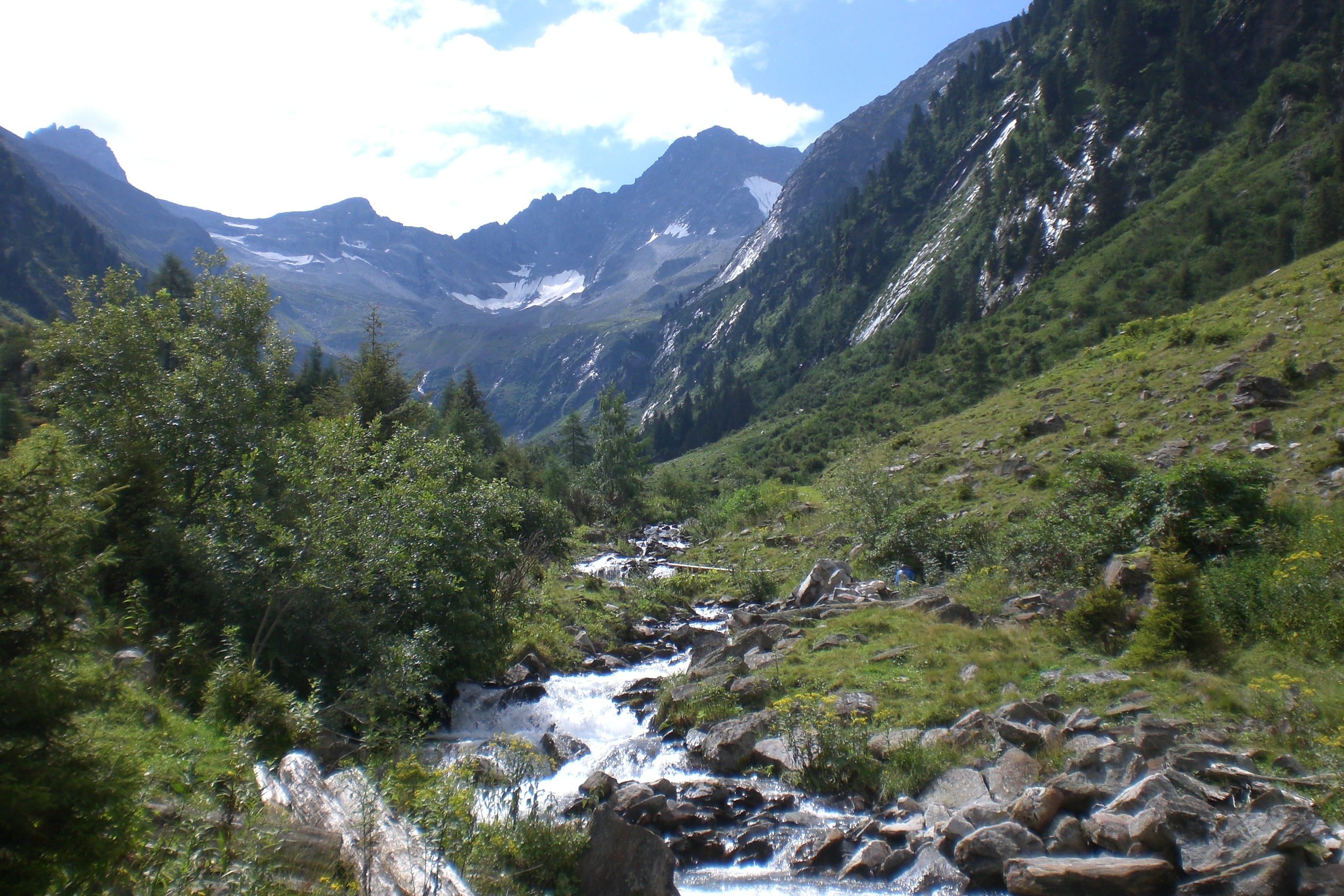
Gungglbach auf 1460 m talein Richtung Melkerscharte

Die Gunggl wird durch den 3,8 km langen Gungglbach entwässert. Der Gungglbach entsteht aus dem Zusammenfluss mehrere Quellbäche in der Gunggl unterhalb der Melkerscharte auf rund 1750 m ü. A. und mündet bei Rauth auf 1021 m ü. A. in den Zemmbach. Sein Einzugsgebiet umfasst die gesamte Gunggl und beträgt 12,5 km², davon waren mit Stand 1988 0,5 km² (4 %) vergletschert.

### Nachbartäler
Im Osten grenzt die Gunggl an den Floitengrund, im Süden und Südwesten an den Zemmgrund und im Westen an das Ingentkar.

### Berge
Der bekannteste Gipfel der Gunggl ist die am Schnittpunkt von Gunggl, Floitental und Zemmgrund liegende Zsigmondyspitze (3089 m). Weitere Gipfel der Gunggl sind der Gaulkopf (2411 m), der Kellerkopf (2722 m), der Ochsner (3107 m) und der Große Ingent (2917 m).

## Erschließung

### Wasserwirtschaft
Oberhalb der Mündung des Gungglbachs in den Zemmbach wird das Wasser des Gungglbachs dem Kleinkraftwerk Gunggl zugeführt und teilweise über einen Druckstollen in den Speicher Stillup abgeleitet.

### Wege
Bis zur unterhalb der Zsigmondyspitze liegenden Melkerscharte (2814 m) führt durch die Gunggl in ihrer gesamten Länge der AV-Wanderweg 522. Südlich der Melkerscharte mündet dieser Weg oberhalb des Schwarzensees auf den Berliner Höhenweg. Ein weiterer Wanderweg führt von der Maxhütte auf den Grat unterhalb des Gaulkopfes.

### Maxhütte

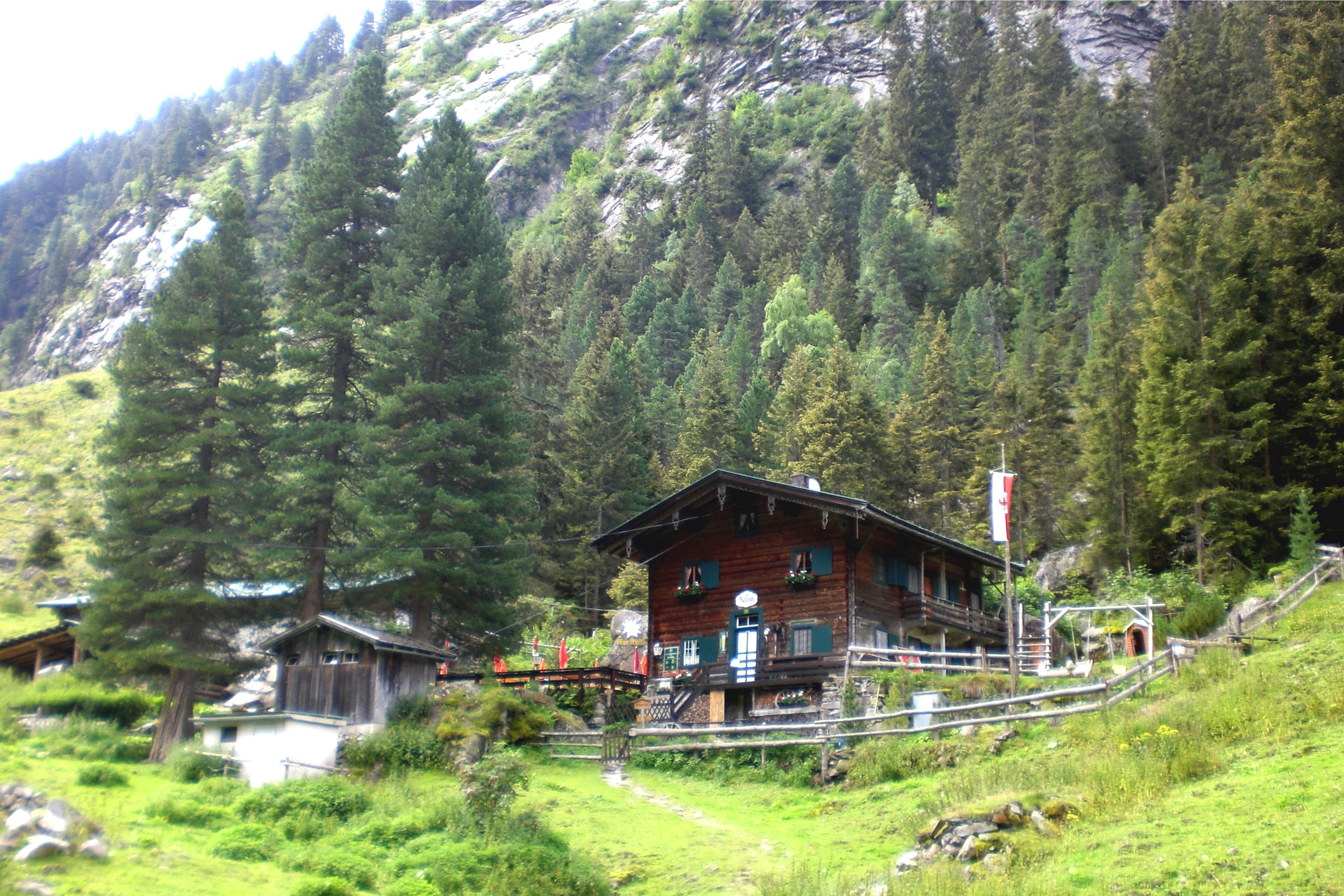
Maxhütte nahe der Gungglalm

Die Maxhütte (1449 m, ) ist die einzige Gastwirtschaft in der Gunggl. Sie befindet sich gut einen Kilometer taleinwärts. Die Maxhütte wurde 1823 als Jagdhaus errichtet. Erst 1976 wurde sie in ein Gasthaus umgebaut. Von Ginzling aus ist die Maxhütte in etwa 1¼ Stunden zu erreichen.